# Rebecca Stead
Rebecca Stead (New York, 16 gennaio 1968) è una scrittrice statunitense di libri per ragazzi.

## Biografia
Nata nel 1968 a New York, vi risiede con la famiglia.
Ottenuto un B.A. nel 1989 al Vassar College, si è sposata con l'avvocato Sean O’Brien dal quale ha avuto due figli.
Dopo aver lavorato come difensore pubblico per alcuni anni, in seguito ad un incidente domestico (l'accidentale distruzione di tutte le sue storie per adulti), ha iniziato a riscoprire l'interesse per la narrativa per l'infanzia che l'ha portata ad esordire nel 2007 con il romanzo per ragazzi First Light.
Autrice di altri 3 romanzi young-adult, ha vinto nel 2010 la Medaglia Newbery con Quando mi troverai e tre anni dopo il Guardian Prize con Segreti e bugie
Laureata alla New York University School of Law, svolge anche l'attività di agente letterario.

## Opere principali

### Romanzi
- First Light (2007)
- Quando mi troverai (When You Reach Me, 2009), Milano, Feltrinelli, 2010 traduzione di Flavio Santi ISBN 978-88-07-92155-1.
- Segreti e bugie (Liar & Spy, 2012), Milano, Feltrinelli, 2013 traduzione di Anna Patrucco Becchi ISBN 978-88-07-92199-5.
- L'amore sconosciuto (Goodbye Stranger, 2015), Milano, Terre di Mezzo, 2019 traduzione di Claudia Valentini ISBN 978-88-6189-517-1.

### Antologie
- Other Worlds (2013)

## Premi e riconoscimenti
- Medaglia Newbery: 2010 vincitrice con Quando mi troverai
- Guardian Children's Fiction Prize: 2013 vincitrice con Segreti e bugie
- Premio Strega Ragazze e Ragazzi 2020: finalista nella categoria +11 con L'amore sconosciuto